# Baigundhura
Baigundhura (en népalais : बैगुन्धुरा) est un comité de développement villageois du Népal situé dans le district de Jhapa. Au recensement de 2011, il comptait 5 640 habitants.